# Salvadora bairdi
La culebra chata mexicana, también conocida como culebra chata, culebra chata de Baird, culebra parchada o culebra parchada de Baird (Salvadora bairdi) es una especie de serpiente de la familia Colubridae.

## Descripción
Su longitud hocico-cloaca va de 50 a 73 cm, su cola va de 16.2 a 26 cm; hembras más grandes que los machos. Cabeza y cuello más delgados que la parte media del cuerpo y cola delgada que termina en punta. Su coloración es verde con un par de franjas canela obscuro a cada lado del cuerpo. Dorso con dos pares de franjas longitudinales color canela obscuro. La parte ventral es amarillo claro o gris claro. La región dorsal de la cabeza es color canela, pudiendo ser claro u oscuro.

## Distribución y hábitat
La especie es endémica de México. Se distribuye en los estados de Aguascalientes, Coahuila, Chihuahua, Guerrero, Guanajuato, Jalisco, México, Michoacán, Nayarit, Morelos, Puebla, Querétaro, Sinaloa, Sonora, Veracruz, Zacatecas y Ciudad de México. Esta especie habita en los bosques de encino y en matorrales espinosos prefiriendo clima caliente y húmedo con vegetación y con corta o larga temporada de secas, o clima templado y húmedo con época de lluvia durante la temporada calurosa del año o con lluvias durante todo el año.

## Estado de conservación
La NOM-059-SEMARNAT-2010 considera a la especie como sujeta a protección especial; la UICN2019-1 como de preocupación menor. Los principales riesgos para la especie son la tala de su bosques, la perturbación del matorral espinoso donde habita (afectado principalmente por la agricultura y el sobrepastoreo), así como la disminución de su hábitat debido a la extensión de asentamientos humanos.